# Ferdinand Spiegel-Diesenberg
Ferdinand Spiegel-Diesenberg, také Ferdinand Spiegel nebo celým jménem i s titulem Ferdinand hrabě Spiegel na Diesenbergu a Hanxledenu (německy Ferdinand Graf von Spiegel zum Diesenberg und Hanxleden, 12. srpna 1815 Tribuswinkel, Rakouské císařství – 23. července 1877 Višňové, Rakousko-Uhersko), byl moravský šlechtic z rodu Spiegel-Diesenbergů původem z Vestfálska, velkostatkář a poslanec Moravského zemského sněmu.

## Životopis
Jeho otec Kaspar Phillip Spiegel-Diesenberg pocházel z Vestfálska, vstoupil do služeb císaře Františka I. a v roce 1836 koupil panství Višňové u Znojma. V politice se angažoval i jeho bratr Christoph a syn Ferdinand August.
Zasedal již na Moravském zemském sněmu během revolučního roku 1848. Nastoupil sem po zemských volbách roku 1848. Na sněmu zasedal od roku 1848 do roku 1849 za kurii virilistů a velkostatků.
Po obnovení ústavnosti v roce 1861 se zapojil do konzervativního a klerikálního proudu moravské politiky. Působil v Katolicko-politickém spolku ve Znojmě, v němž patřil k vůdčím osobnostem. Podporoval federalisty, např. při moravských zemských volbách 1871 podporoval zvolení federalistického poslance za venkovské obce Znojemska.
Sám byl zvolen poslancem Moravského zemského sněmu za velkostatkářskou kurii v letech 1867 a 1871. Po smrti jej nahradil Carl Lützow. V prvních přímých volbách do Říšské rady v roce 1873 se ucházel o mandát ve venkovské kurii v jihomoravském obvodě, ale porazil jej Johann Fux v poměru 231:192.